# いもうと (アイドルグループ)
いもうとは、日本の女性アイドルグループである。2003年10月、藤井隆の妹として結成。

## 略歴
- 2003年
  - 5月[注 1]、ニッポン放送『藤井隆のオールナイトニッポンR アイドル総合研究所』[1]とテレビ東京『アイアイタイフーン』の共同企画「藤井隆の妹オーディション」が開かれた[2]。応募資格は30歳以下の女性（藤井隆より年下という理由で）、締め切りは8月31日だった[1]。
  - 8月30日、「藤井隆の妹オーディション第一次審査」をお台場で開催[3]。応募者はおよそ3000人[4]。
  - 9月21日、応募者から絞られた10人がホームページで公開された。リスナーからも候補者に投票できるという[5]。
  - 9月25日、藤井隆のオールナイトニッポンR最終回で、4人の合格者が発表。
  - 10月、ユニット結成。
- 2004年
  - 3月3日、「妹」でCDデビュー。同日、ラフォーレ原宿のエントランス特設ステージにてデビューイベントを開催。ミニ・ライヴや握手会などスペシャルな企画も予定されていた[4]。
- 2007年
  - 3月、ゆりが大阪へ帰って大学へ進学、大阪吉本所属となる。メンバーから脱退はしていないものの、以降『いもうと』としての活動を事実上休止している。
  - 9月、みかこが脱退。また、まなみが体調不良のため活動休止。実質的に『いもうと』としての活動は休止状態となる。
- 2008年4月、まなみが活動再開。
- 2009年10月、ゆりが芸能界卒業。
- 2013年現在、きぬよは女優、まなみはタレントとしてそれぞれ活動している。

## メンバー
- きぬよ：児玉絹世（こだま きぬよ、1990年2月26日 - ）千葉県出身、身長149cm - 吉本興業所属[4][6]
- まなみ：畦地愛実（現・愛実）（あぜち まなみ、1988年10月11日 - ）東京都出身、身長155cm - 吉本興業所属[4][7]

### 元メンバー
- みかこ：小林未可子（こばやし みかこ、1988年11月11日 - ）三重県出身、身長160cm[4][8]
  - 現在は「小松未可子」としてヒラタオフィスに所属[8][9]、主に声優・歌手として活動している。
- ゆり：浪江有里（なみえ ゆり、1988年9月20日 - ）奈良県出身[4]、身長157cm
  - 2009年10月をもって芸能界を引退

## 出演

### テレビ
- アイアイタイフーン（2003年、テレビ東京）
- ぶちぬき（2005年 - 2006年 、テレビ東京）
- スキバラ 不定期出演（2006年 - 、テレビ東京）
- ヨシモト∞ 不定期出演（2006年 - 、ヨシモトファンダンゴTV）
- ガレッジ ワザーランド（2006年 、テレビ東京）
- エンジョイガレッジ（2006年 - 2007年 、テレビ東京）
- 朝はビタミン!Eネ!内 きぬよの英語でしゃべりMarsh（2006年 - 、テレビ東京）

児玉絹世のみ。以前は「いもうとの英語でしゃべりMarsh」としてきぬよ、まなみ、みかこが出演。
- ジャイケルマクソン（毎日放送、2008年5月28日、6月4日、ゆり）関西タレント・モデル国勢調査。
- 全国一斉!日本人テスト（フジテレビ、2008年7月、10月16日、まなみ）
- とれとれ!ウキキDE宝島（よみうりテレビ、2008年8月26日）わくわくガールズ、ゆり
- 全力坂（テレビ朝日、2008年10月13日、きぬよ）
- テレビ朝日開局50周年記念 50時間テレビ SMAP☆がんばりますっ!!（テレビ朝日、2009年1月31日、きぬよ）

SMAP（木村拓哉）との『全力坂』のコラボ企画コーナー
- みんなのよしもとステーション（Wiiの間、2009年8月13日 - 2010年1月23日、きぬよ、まなみ）
- よしもと4WEEKS NOW（GYAO!、Wiiの間、2010年2月13日 - 、きぬよ、まなみ）

### ラジオ
- 藤井隆のオールナイトニッポンR アイドル総合研究所（2003年9月、ニッポン放送）
- 藤井隆と花の藤井四姉妹（2003年10月 - 2004年3月、ニッポン放送）
- いもうとのみ〜んなおにいちゃんおねえちゃん（2004年4月 - 2005年3月、ニッポン放送）
- おしゃべりやってまーす金曜日（2004年9月 - 2009年4月、K'z Station）

### 映画
- 逆境ナイン（2005年、羽住英一郎監督）※みかこ、きぬよのみ
- うた魂♪（2008年、田中誠監督）※愛実のみ、高橋真紀役
- ママチャリ・ブギ 家族みんなの交通安全（2006年、日本音楽事業者協会制作、交通安全教育ビデオ）
- トミカヒーロー レスキューフォース 爆裂MOVIE マッハトレインをレスキューせよ!（2008年、岩本晶監督）きぬよ
- てぃだかんかん〜海とサンゴと小さな奇跡〜（2010年、李闘士男監督）きぬよ
- 私の優しくない先輩（2010年、山本寛監督、筧喜久代 役）きぬよ

### ドラマ
- 鬼嫁日記 いい湯だな（2007年、関西テレビ）※児玉絹世のみ、進藤千恵役
- 生徒諸君!（2007年、テレビ朝日）※小林未可子のみ、紺野まゆな役
- 特急田中3号（2007年、TBS）※愛実のみ、未来役
- ロス:タイム:ライフ 第7節「極道の妻編」（2008年、フジテレビ）※児玉絹世のみ、猿谷英子役
- 夫婦道（2009年、TBS）※児玉絹世のみ、胡桃沢華子役
- まっつぐ〜鎌倉河岸捕物控〜 第12話「下駄貫の意地」（2010年、NHK総合）※児玉絹世のみ、おれん役
- 示談交渉人 ゴタ消し 第6節「離婚」（2011年、読売テレビ）※児玉絹世のみ、大島知子役
- 僕のヤバイ妻（2016年、関西テレビ） - ※児玉絹世のみ、松本穂香

### 舞台
- 青山劇場（2005年、青山劇場、きぬよ）
- オーサカ・ヘブン（2006年、大阪城野外音楽堂、きぬよ）
- 櫻の園（2007年6月、こどもの城 青山円形劇場、きぬよ）
- エブリリトルシング（2008年7月11日 - 7月20日、紀伊國屋サザンシアター、「Bパート」きぬよ）
- 劇団Hi!You本公演 第2弾「け・れ・ん・み」（2011年11月4日〜6日、新宿ゴールデン街劇場 きぬよ）
- 舞台『たいこ茶屋殺人事件2013』（2013年8月25日26日27日、浅草橋「おさかな本舗 たいこ茶屋」 きぬよ）
- 舞台〜いろはにポエト〜（2013年10月22日〜29日、神保町花月 きぬよ）
- 舞台「蝶子と吉治郎の家」（2016年3月4日～3月6日、三越劇場 きぬよ）
- 舞台「ハッシャ・バイ」（2016年6月、サンモールスタジオほか きぬよ）
- 舞台「片見里、二代目坊主と草食男子の不器用リベンジ」（2016年11月2日～11月5日、神保町花月 きぬよ）
- パル子の激情（2017年1月17日～1月22日、本多劇場 きぬよ）
- 神保町花月バレンタイン特別公演「君に三度目の恋をする」 （2017年2月15日～2月19日、神保町花月 きぬよ）
- 『是近敦之企画』幕ヲ引カセヌハ紫煙二燻ル己ノ聖痕（2017年6月14日～6月18日、神保町花月 きぬよ）
- 舞台「よしもと養成所物語 ～いつか花月の華になる～」（2017年6月30日～7月1日、新宿THEATER BRATS きぬよ）

### 雑誌
- コミックRUSH（2007年12月26日、2008年1月26日発売号、きぬよ）巻頭グラビア
- プレイボーイ（2007年11月27日）

### イベント
- 24時間テレビ31「愛は地球を救う」「日産本社ギャラリーイベント」（日産銀座本社、2008年8月30日、8月31日 きぬよのみ）

## 作品

### シングル
| 発売日       | タイトル | レーベル  | 規格品番   |
| ------------ | -------- | --------- | ---------- |
| 2004年3月3日 | 妹       | R&C JAPAN | YRCN-10032 |